# جذور الوحدة (رياضيات)

جذور الوحدة من الدرجة الخامسة في المستوى العقدي

في الرياضيات، جذر الوحدة (بالإنجليزية: Root of unity)‏ والذي قد يدعى عدد دي موافر، هو عدد عقدي يساوي واحدا عندما يُرفع إلى قوة عدد صحيح ما n. تستعمل جذور الوحدة في عدة مجالات ولها أهمية كبيرة في نظرية الأعداد وحروف الزمر ونظرية الحقول وتحويل فوريي المنقطع.
مفهوم جذور الوحدة قابل للتعريف في أي حقل كان. انظر إلى محدد حلقة وإلى عدد صحيح جبري. وإلى حقل مغلق جبريا.

## تعريف
جذر الوحدة من الدرجة n (أو جذر الوحدة النوني) حيث n هو عدد صحيح موجب (أي أن n = 1، 2، 3، …) هو عدد مركب z يحقق المعادلة التالية:
{\displaystyle z^{n}=1.}
{\displaystyle \exp \left({\frac {2k\pi i}{n}}\right)=\cos {\frac {2k\pi }{n}}+i\sin {\frac {2k\pi }{n}},\quad \quad k=0,1,\dots ,n-1.}
يقال عن جذر وحدة نوني أنه أولي أو بدائي، إذا استحال ايجاد عدد صحيح k أصغر قطعا من n حيث :
{\displaystyle z^{k}\neq 1\qquad (k=1,2,3,\dots ,n-1).}
إذا كان n عددا أوليا، فإن جميع جذور الوحدة من الدرجة n باستثناء الواحد هي بدائية.

## أمثلة

الجذور من الدرجة الثالثة للوحدة

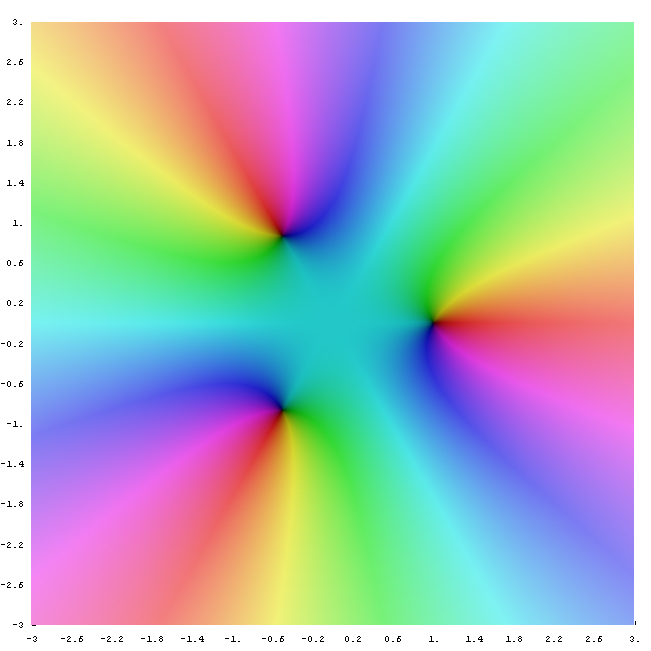
رسم بياني يمثل الدالة z^{3} − 1, حيث الصفر ممثل باللون الأسود.

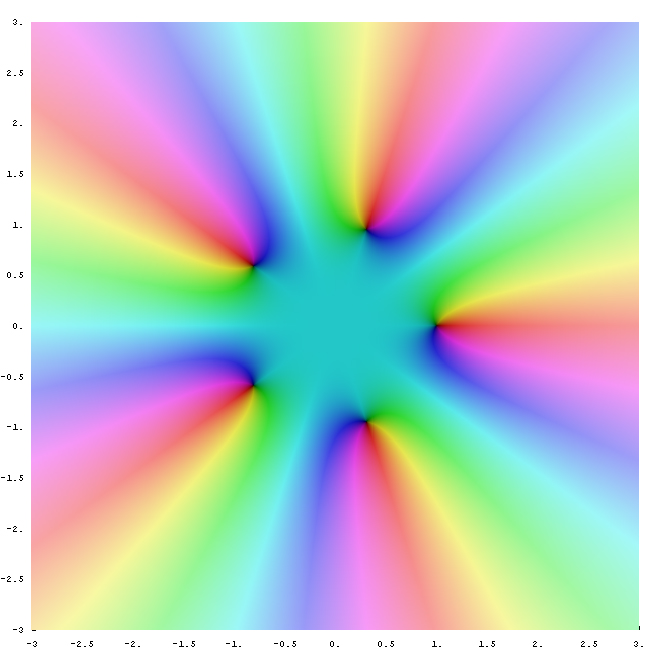
رسم بياني يمثل الدالة z^{5} − 1, حيث الصفر ممثل باللون الأسود.

تنص صيغة دي موافر على ما يلي أيا كانت قيمة x عددا حقيقيا وقيمة n عددا صحيحا:
{\displaystyle (\cos x+i\sin x)^{n}=\cos nx+i\sin nx.}
انظر إلى مضلع منتظم وإلى دائرة وحدة وإلى صيغة أويلر.